# Кубок Росії з футболу 1995—1996
Кубок Росії з футболу 1995–1996 — 4-й розіграш кубкового футбольного турніру в Росії. Титул вперше здобув Локомотив (Москва).

## Календар
| Раунд           | Дата                       | Матчі | Клуби     |
| --------------- | -------------------------- | ----- | --------- |
| Перший раунд    | 8 квітня - 3 травня 1995   | 38    | 153 → 115 |
| Другий раунд    | 5-7 травня 1995            | 38    | 115 → 77  |
| Третій раунд    | 15 травня - 15 червня 1995 | 29    | 77 → 48   |
| Четвертий раунд | 4-15 липня 1995            | 16    | 48 → 32   |
| 1/16 фіналу     | 4 жовтня 1995              | 16    | 32 → 16   |
| 1/8 фіналу      | 4 листопада 1995           | 8     | 16 → 8    |
| 1/4 фіналу      | 9-17 квітня 1996           | 4     | 8 → 4     |
| 1/2 фіналу      | 30 квітня - 1 травня 1996  | 2     | 4 → 2     |
| Фінал           | 11 травня 1996             | 1     | 2 → 1     |

## 1/16 фіналу
| Команда 1                      | Рахунок      | Команда 2                     |
| ------------------------------ | ------------ | ----------------------------- |
| 4 жовтня 1995                  |              |                               |
| Іртиш (Омськ) (2)              | 3:1          | Крила Рад                     |
| Амур (Благовєщенськ) (3)       | +:-          | Динамо-Газовик (Тюмень)       |
| Ангушт (Малгобек) (4)          | 1:0          | Ростсільмаш                   |
| Анжі (3)                       | 2:1 дч       | Спартак-Аланія (Владикавказ)  |
| Асмарал (Москва) (2)           | -:+          | Спартак (Москва)              |
| Балтика (2)                    | 1:2 дч       | ЦСКА                          |
| Орєхово (3)                    | 0:3          | Ротор (Волгоград)             |
| Зоря (Ленінськ-Кузнецький) (2) | 1:3          | Чорноморець (Новоросійськ)    |
| Зеніт (2)                      | 0:4          | Локомотив (Москва)            |
| Кубань (2)                     | 2:3          | Жемчужина (Сочі)              |
| Лада (Димитровград) (3)        | 0:1          | Локомотив (Нижній Новгород)   |
| Металург (Красноярськ) (3)     | 0:3          | Уралмаш                       |
| Металург (Липецьк) (3)         | 1:0 дч       | Торпедо (Москва)              |
| Нафтохімік (Нижньокамськ) (2)  | 1:1 пен. 4:5 | Енергія-Текстильник (Камишин) |
| Носта (3)                      | 1:2 дч       | КАМАЗ-Чалли                   |
| Текстильник (Іваново) (3)      | 0:1          | Динамо (Москва)               |

## 1/8 фіналу
| Команда 1                     | Рахунок | Команда 2                   |
| ----------------------------- | ------- | --------------------------- |
| 4 листопада 1995              |         |                             |
| Жемчужина (Сочі)              | 0:3     | Анжі (3)                    |
| КАМАЗ-Чалли                   | +:-     | Амур (Благовєщенськ) (3)    |
| Локомотив (Москва)            | 4:0     | Уралмаш                     |
| Ротор (Волгоград)             | 4:0     | Іртиш (Омськ) (2)           |
| Спартак (Москва)              | 2:0     | Ангушт (Малгобек) (4)       |
| Енергія-Текстильник (Камишин) | 1:0 дч  | Металург (Липецьк) (3)      |
| ЦСКА                          | 3:0     | Локомотив (Нижній Новгород) |
| Чорноморець (Новоросійськ)    | 0:2     | Динамо (Москва)             |

## 1/4 фіналу
| Команда 1          | Рахунок | Команда 2                     |
| ------------------ | ------- | ----------------------------- |
| 9 квітня 1996      |         |                               |
| Локомотив (Москва) | 1:0     | Енергія-Текстильник (Камишин) |
| 10 квітня 1996     |         |                               |
| КАМАЗ-Чалли        | 0:1     | Спартак (Москва)              |
| 11 квітня 1996     |         |                               |
| Динамо (Москва)    | 2:1     | Анжі (3)                      |
| 17 квітня 1996     |         |                               |
| Ротор (Волгоград)  | 2:0     | ЦСКА                          |

## 1/2 фіналу
| Команда 1        | Рахунок | Команда 2          |
| ---------------- | ------- | ------------------ |
| 30 квітня 1996   |         |                    |
| Динамо (Москва)  | 0:1     | Локомотив (Москва) |
| 1 травня 1996    |         |                    |
| Спартак (Москва) | 3:1     | Ротор (Волгоград)  |

## Фінал
| 11 травня 1996 |

| Локомотив (Москва)                    | 3:2      | Спартак (Москва)               |
| ------------------------------------- | -------- | ------------------------------ |
| Косолапов 10', 43' (пен.) Дроздов 85' | Протокол | Липко 22' Никифоров 30' (пен.) |

| Динамо, Москва Глядачів: 20 000 Арбітр: Микола Левников |